# David E. Trilling
| 260824 Hermanus | 9 agosto 2005 |

David E. Trilling (1972) è un astronomo statunitense.
Ha ottenuto il dottorato in scienze planetarie nel 1999 all'Università dell'Arizona dove dal 2008 è assistente nella facoltà di astronomia.
Il Minor Planet Center gli accredita le scoperte di due asteroidi, effettuate tra il 2005 e il 2007.
Gli è stato dedicato l'asteroide 20362 Trilling .